# Bizantinska medicina
Bizantinska medicina opisuje medicinsko znanje in prakso na območju Bizantinskega cesarstva v času od poznega 4. stoletja do propada cesarstva s padcem Konstantinopla leta 1453.

## Začetki razvoja in pomen
V 4. stoletju je medicinska šola v Konstantinoplu dosegla višek svojega razvoja in postala enakovredna tekmica aleksandrijske medicinske šole. Bizantinsko cesarstvo je bilo teokratska država, v kateri je v imenu Boga vladal cesar. Življenje družbe je tako bilo močno prepleteno z vero. Prvi krščanski zdravniki so izhajali iz vrst menihov, med katerima sta bila najbolj znana Kozma in Damijan, ki sta postali žrtvi Dioklecijanovega preganjanja kristjanov. Evropski zdravniki in lekarnarji so ju pozneje proglasili za svoja stanovska zavetnika.
Na razvoj bizantinske kulture in znanosti ter s tem tudi medicine je vplivala vzhodna mistika, veliki meri pa tudi neopitagorizem in neoplatonizem, s čimer sta se v temelje bizantinske medicine močno vpletli astrologija in alkimija. Tako bizantinska medicina ni prinesla bistvenih novih spoznanj. Po drugi strani je imela izjemen pomen zaradi posredovanja poznoantične medicine Arabcem, arabska medicina pa je imela pomemben vpliv na razvoj evropske medicine v visokem srednjem veku in renesansi.

## Posredovanje poznoantične medicine
Med izročili poznoantične medicine so pomembna predvsem dela, ki obsegajo vso dotedanje medicinsko znanje v obliki leksikonov in kompendijev. Med najbolj vidne bizantinske pisce na tem področju sodita Orejbazij v 4. stoletju in Pavel iz Ajgine v 7. stoletju. Orejbazij je celotno medicinsko znanje zapisal v delu Synagogai, ki šteje 72 knjig, pomembni deli pa sta tudi Synopsis, povzetek omenjenega dela v 9 knjigah, ter Euporista, zbirka zdravilnih sredstev. Pavel iz Ajgine je povzetek takratne medicine zapustil v 9 knjigah, med katerimi je najpomembnejši Medicinski priročnik v sedmih knjigah, ki je zaradi kirurških ter ginekoloških spisov neposredno vplival na pomembne arabske zdravnike, kot so al-Razi, al-Majusi, al-Zahrawi in Ibn Sina.
Ostali pomembni pisci so še npr. Etios iz Amide, ki je zapustil medicinsko znanje v 16 knjigah, Aleksander iz Tral, znan zaradi spisov s področja interne medicine in patologije, ter Teofilove razprave o uroskopiji in Filaretove razprave o srčnem utripu (pulzu).

### Šolske ustanove
Za prenos znanja so bile bistvene tudi prevajalske šolske ustanove, predvsem v Aleksandriji in Edesi, ki so jih ustanovili nestorijanci in jakobiti. V 6. stoletju sta bili omenjeni krščanski ločini pregnani iz bizantinskega cesarstva, svoje delo pa so nadaljevale v Perziji, na šolah v Nibizisu in Gundišapurju. Bistveni meceni prevajalskih šol so bili predvsem kalifi iz dinastije Abasidov, potem ko so Arabci v 7. stoletju zavzeli večji del držav Starega Bližnjega vzhoda.

## Bolnišnice in javno zdravstvo
V Bizantinskem cesarstvu so se pojavile tudi prve javne splošne bolnišnice na svetu. Prvo bolnišnico je ustanovil Bazilij Veliki v 4. stoletju blizu Cezareje. V sledečih stoletjih so se bolnišnice pojavile tudi v Konstantinoplu ter drugih večjih mestih, kot so Antiohija, Aleksandrija, Nikeja in Tesaloniki. Ustanovitve bolnišnic so podpirali tako cesarji kot tudi plemstvo in škofje pravoslavne cerkve, pri tem pa je bil osrednji motiv krščanska pomoč ubogim, lačnim in bolnim. V nasprotju z začetnimi človekoljubnimi (filantropskimi) ustanovami, ki so skrbele predvsem za revne ljudi, brezdomce in tuje prebežnike ter niso imeli prave organizacije dela, so se poznejše ustanove po 7. stoletje razvile v prave bolnišnice, saj so imele oddelke za različne skupine bolezni, organizirano delo, stalno zaposleno osebje z jasno hierarhijo, bolniki so pripadali različnim družbenim slojem, končni cilj obravnave bolnika pa ni bilo samo lajšanje trpljenja, pač pa tudi ozdravitev, če je le bila možna.
V 6. stoletju so zdravstveno-politične odredbe redigiranega Justinijanovega zakonika omogočile visoko raven organizacije javnega zdravstva in razvoj sodne medicine.